# Den værdifulde Husassistent
Den værdifulde Husassistent er en dansk stumfilm fra 1916, der er instrueret af Lau Lauritzen Sr. efter manuskript af Valdemar Andersen og Robert Hansen.

## Handling
Denne artikel mangler et handlingsreferat. Hjælp os med at skrive det.